# Martorell
Martorell é um município da Espanha na comarca de Baix Llobregat, província de Barcelona, comunidade autónoma da Catalunha. Tem 12,84 km² de área e em 2021 tinha 28 667 habitantes (densidade: 2 232,6 hab./km²).
O fabricante automóvel SEAT tem a sua sede em Martorell. O Audi Q3 também é fabricado em Martorell.[carece de fontes?]